# Hassan Hajjaj
Hassan Hajjaj (arabe : حسن حجاج), né à Larache en 1961, est un créateur, designer et photographe marocain. Artiste autodidacte et adepte du multiculturalisme, il est considéré comme le pionnier du pop art marocain,.

## Biographie
Hassan Hajjaj passe son enfance au Maroc. Il quitte son pays à l’âge de 13 ans et part s’installer avec sa famille à Londres, en Angleterre. Il commence sa carrière dans le milieu underground en organisant des concerts au début des années 1980. 
En 1984, il lance sa propre marque de vêtements et d’accessoires « R.A.P. » abréviation de « Real Artistic People ».

## Style
Ses créations reflètent en partie le changement d’environnement et de codes qu’il a vécu en tant qu’adolescent, originaire du Maroc et qui a baigné dans l’univers underground de Londres,. Ses créations mélangent des références arabiques (motifs géométriques, couleurs vives, hidjabs, djilbabs, qamis, tchadors) avec des références pop culture (marques détournées, vêtements contemporains, habits vivement colorés, babouches urbaines), ce qui produit un rendu visuellement explosif et fait bouger les mentalités sur les cultures arabes.
Le documentaire Brothahood sorti en 2023 explore les liens que Hajjaj tisse entre les cultures marocaines et brésiliennes, particulièrement en mêlant le Gnawa et la Capoeira.

## Quelques Collections
- Musée d'Art du comté de Los Angeles [8]
- Musée des Beaux-Arts de Virginie
- Institut des cultures d'Islam
- Victoria and Albert Museum au Royaume-Uni [9]
- Collection Barjeel aux Emirats Arabes Unis

## Expositions
En 2019, il signe sa première rétrospective en France et expose à la Maison Européenne de la Photographie à Paris,.

## Filmographie
Hassan Hajjaj a également réalisé un long métrage, « Karima: une journée dans la vie d'une fille au henné ». Le film a été présenté en première à Los Angeles.
Le film emmène les téléspectateurs dans le monde d'une des séries les plus emblématiques de Hajjaj, Kesh Angels.
Hassan Hajjaj rend hommage à d'autres célébrités marocaines dans l’une de ses expositions, My Maroc Stars. Le travail a présenté des artistes, des chanteurs et des designers marocains dont Hindi Zahra, Amine Bendriouich, Dizzy DROS, Yassine Morabite et bien d'autres.

## Décorations
- Le 22 août 2016, il est décoré officier de l'ordre du Ouissam Al Moukafâa Al Wataniya par le roi Mohammed VI[15].